# Rebecca Tegg
Rebecca Tegg (Auckland, 18 de dezembro de 1985) é uma futebolista profissional neozelandesa que atua como atacante.
Tegg tem mestrado pela Auckland University of Technology.

## Carreira
Rebecca Tegg  fez parte do elenco da Seleção Neozelandesa de Futebol Feminino, nas Olimpíadas de 2008. 